# Michael Balick
Michael Jeffrey Balick (1952) is een Amerikaanse botanicus die is gespecialiseerd in etnobotanie, etnische geneeskunde, medicinale planten, voedselplanten, palmen en giftige planten.
Balick studeerde van 1970 tot 1975 aan de University of Delaware, waar hij in 1975 een B.Sc. behaalde met 'Honors' in de landbouwwetenschappen en de botanie. In 1972 en 1973 was hij hiernaast actief aan de Universiteit van Tel Aviv. In 1975 en 1976 studeerde hij aan de Harvard-universiteit, waar hij in 1976 een M.A. in de biologie behaalde. In 1980 behaalde hij een Ph.D. aan Harvard met het proefschrift The Biology and Economics of The Oenocarpus-Jessenia (Palmae) Complex. Dit proefschrift was het resultaat van een studie naar de systematiek, etnobotanie, nutriënten, groei en toepassingen van twee geslachten van neotropische palmen. Richard Evans Schultes trad als adviseur op bij het voltooien van het proefschrift.
Vanaf 1980 is Balick werkzaam bij de New York Botanical Garden, waar hij vanaf 1988 directeur is van het Institute of Economic Botany (dat hij in 1981 zelf oprichtte met Ghillean Prance). Tussen 1983 en 2004 is hij actief aan de Yale-universiteit als lecturer in tropische studies (1983-1992) en als adjunct-hoogleraar aan de School of Forestry and Environmental Studies (1992-2004). Vanaf 1997 is hij tevens adjunct-professor in de ecologie, evolutiebiologie en milieubiologie aan de Columbia-universiteit en is hij adjunct-gasthoogleraar aan de afdeling biologie van de New York-universiteit. Vanaf 2002 heeft hij een positie als onderzoeksmedewerker bij de National Tropical Botanical Garden in Kalaheo.
Balick doet onderzoek naar de relaties tussen planten en mensen, waarvoor hij werkt met traditionele culturen in tropische, subtropische en woestijnachtige gebieden. Hij documenteert de plantenkennis van inheemse culturen en bestudeert hun gebruik van planten. Tevens onderzoekt hij planten met mogelijke geneeskrachtige eigenschappen. In New York verricht hij onderzoek naar traditionele geneeswijzen in etnische gemeenschappen in stedelijke omgevingen. Daarnaast houdt hij zich bezig met onderzoek naar de palmenfamilie.
Balick heeft veldwerk verricht op diverse plaatsen in Micronesia, Belize, China, Brazilië, Sri Lanka, India, Thailand, Haïti, Honduras, Colombia, Mexico, Bolivia, Venezuela, Jamaica, Costa Rica en Israël. Daarnaast heeft hij studies verricht in herbaria en botanische tuinen in Duitsland, Nederland en het Verenigd Koninkrijk.
Balick heeft meerdere onderscheidingen en prijzen ontvangen, waaronder de Distinguished Economic Botanist Award van de Society for Economic Botany (1999), de International Scientific Cooperation Award van de American Association for the Advancement of Science (2005), de Jean Andrews Centennial Visiting Professorship in Tropical and Economic Botany van de Universiteit van Texas in Austin (1997) en de Student Travel Award van de American Association of Botanical Gardens and Arboreta (1975).
Balick is lid van diverse wetenschappelijke organisaties, waaronder de American Association for the Advancement of Science (gekozen als fellow in 1999), de American Public Gardens Association, de American Society of Pharmacognosy, de American Society of Plant Taxonomists, de Botanical Society of America, de International Association for Plant Taxonomy, de Linnean Society of London (gekozen als fellow in 1981), de Society for Economic Botany (voorzitter in 1992 en 1993) en de Torrey Botanical Society. Ook is hij verbonden aan het Institute of Ethnomedicine. Hij vertegenwoordigt de New York Botanical Garden bij het American Institute of Biological Sciences.
Sinds 2000 zit Balick in de redactie van Economic Botany, het wetenschappelijke tijdschrift van de Society for Economic Botany. Hij is (mede)auteur of (mede)redacteur van meer dan zestien boeken en monografieën. Het boek Plants, People, and Culture: The Science of Ethnobotany (1996) van Balick en Paul Alan Cox is in het Nederlands vertaald als Etnobotanie: De rol van planten in de menselijke cultuur (1998). Balick is (mede)auteur van meer dan negentig artikelen in wetenschappelijke tijdschriften als American Journal of Botany, Annals of the Missouri Botanical Garden, Brittonia, Economic Botany, Edinburgh Journal of Botany, Nature, Systematic Botany en Scientific American.